# HMS Neptune (1909)
La HMS Neptune, settima nave da guerra della Royal Navy britannica a portare questo nome, è stata una nave da battaglia monocalibro, unica della sua classe. Costruita nei cantieri di Portsmouth, venne varata il 30 settembre 1909. Inizialmente il nome designato per la nave era HMS Foudroyant, ma venne cambiato in Neptune nel 1909.

## Progetto

Disposizione delle torrette sulla Neptune con prua a destra

La Neptune fu la prima nave da battaglia della Royal Navy che ebbe una disposizione delle torrette differente da quella della Dreadnought. Due torrette vennero posizionate sui fianchi in scaglioni, in modo da permettere una bordata simultanea di tutte le torrette anche se all'atto pratico i prevedibili danni alle sovrastrutture e alle scialuppe resero questa opzione percorribile solo in caso di emergenza.
Per alloggiare le torrette con questo schema incrementando al minimo la lunghezza dello scafo, si rese necessaria l'installazione delle due torrette posteriori a diversi livelli, con la seconda che avrebbe fatto fuoco al disopra della prima durante il tiro verso poppa. Fu la prima unità britannica ad avere questa disposizione delle torrette, già utilizzata dalla United States Navy nella USS South Carolina, varata nel 1908.
All'atto pratico, la torretta superiore non poteva aprire il fuoco a meno di 30 gradi dalla poppa senza danneggiare la torretta inferiore tramite le aperture per l'avvistamento.
Un'ulteriore riduzione della lunghezza venne raggiunta sistemando le scialuppe di salvataggio su un ponte sospeso sopra le due torrette di mezzanave. Questo espose però al pericolo di un crollo del ponte stesso che, se colpito in azione, sarebbe crollato sopra le torrette, immobilizzandole. Gli ufficiali incaricati della rotta della nave erano situati in uno spazio posto al di sotto del ponte di comando principale, ed esposti quindi al pericolo di perdere visibilità in caso di un crollo del ponte superiore.
La Neptune fu infine una delle prime navi da battaglia ad essere equipaggiata con un calcolatore meccanico per l'elaborazione delle coordinate di fuoco su bersagli in movimento, venendo anche utilizzata per testare questa nuova apparecchiatura.

## Servizio
Fu la nave ammiraglia della Home Fleet dal maggio 1911 al maggio 1912, quando venne trasferita al Primo Squadrone da battaglia, dove rimase fino al giugno 1916, subito dopo la battaglia dello Jutland, alla quale partecipò come parte della Flotta da Battaglia dell'Ammiraglio John Jellicoe, sparando solamente 48 colpi da 305 mm, alcuni dei quali colpirono l'incrociatore da battaglia tedesco Lützow. Nell'aprile dello stesso anno era stata accidentalmente colpita dalla SS Needvaal, senza però rimanere danneggiata seriamente.
Dopo la fine della guerra venne trasferita nella flotta di riserva e quindi demolita nel settembre 1922.